# Маломихайлівське
Ма́ломихайлівське — село в Україні, у Березнегуватській селищній громаді Баштанського району Миколаївської області. Населення становить 54 особи.